# Matrin-3
Matrin-3 ist ein Protein in Eukaryoten. Das Protein wird vom MATR3-Gen codiert, das beim Menschen auf dem langen Arm von Chromosom 5 (5q31.2) lokalisiert ist. Es handelt sich um ein in der Evolution hoch konserviertes Protein. Das MATR3-Gen der Ratte weist mit der des Menschen eine 96-prozentige Sequenzhomologie auf. Matrin-3 wird unter anderem von Skelettmuskelzellen und Lymphoblasten gebildet (exprimiert).

## Funktionen
Nach der Translation wird Matrin-3 in den Zellkern transportiert. Dafür besitzt es ein Kernlokalisierungssignal (engl. nuclear localization signal, NLS). Im Zellkern ist es Teil der Kernmatrix. Matrin-3 besitzt 2 Zinkfingerdomänen und 2 RNA-recognition-Motive (RRM). 
Mehrere Funktionen von Matrin-3 werden vermutet. Wahrscheinlich spielt Matrin-3 eine Rolle bei der Chromatinorganisation, der DNA-Replikation, Transkription und Reparatur sowie bei der RNA-Prozessierung und dem Transport von RNA.

## Medizinische Bedeutung
Eine Genmutation im MATR3-Gen ist Ursache der distalen Myopathie 2 (auch vocal cord and pharyngeal weakness with distal myopathy, VCPDM).